# Wereldkampioenschappen zwemmen 2024 – 4×200 meter vrije slag mannen
De 4x200 meter vrije slag mannen op de wereldkampioenschappen zwemmen 2024 in Doha vond plaats op 16 februari 2024. 

## Records
Voorafgaand aan het toernooi waren dit het wereldrecord en het kampioenschapsrecord
| Wereldrecord         | Verenigde Staten Michael Phelps Ricky Berens David Walters Ryan Lochte | 6.58,55 | Rome | 31 juli 2009 |
| Kampioenschapsrecord | Verenigde Staten Michael Phelps Ricky Berens David Walters Ryan Lochte | 6.58,55 | Rome | 31 juli 2009 |

## Uitslagen
De acht snelste teams in de series kwalificeerden zich voor de finale.

### Series
| Rang | Serie | Baan | Land                | Namen | Tijd    | Bijz. |
| ---- | ----- | ---- | ------------------- | --- | ------- | ----- |
| 1    | 1     | 5    | China               | Ji Xinjie (1.46,68) Zhang Zhanshuo (1.46,93) Wang Haoyu (1.47,10) Pan Zhanle (1.46,22)                                          | 7.06,93 | Q     |
| 2    | 2     | 5    | Zuid-Korea          | Lee Ho-joon (1.47,60) Lee Yoo-yeon (1.47,13) Kim Woo-min (1.46,56) Hwang Sun-woo (1.46,32)                                      | 7.07,61 | Q     |
| 3    | 2     | 3    | Italië              | Alessandro Ragaini (1.47,63) Stefano Di Cola (1.47,15) Marco De Tullio (1.47,66) Filippo Megli (1.46,04)                        | 7.08,48 | Q     |
| 4    | 2     | 8    | Griekenland         | Dimitrios Markos (1.47,26) Konstantinos Englezakis (1.47,14) Konstantinos Stamou (1.47,32) Andreas Vazaios (1.48,18)            | 7.09,90 | Q, NR |
| 5    | 1     | 7    | Litouwen            | Danas Rapšys (1.45,78) Tomas Navikonis (1.47,38) Tomas Lukminas (1.48,07) Rokas Jazdauskas (1.48,74)                            | 7.09,97 | Q, NR |
| 6    | 2     | 4    | Verenigd Koninkrijk | Matt Richards (1.47,46) Jack McMillan (1.47,83) Max Litchfield (1.46,88) Joe Litchfield (1.47,98)                               | 7.10,15 | Q     |
| 7    | 1     | 6    | Spanje              | Luis Domínguez (1.47,02) NR César Castro (1.46,06) Sergio de Celis (1.48,27) Carlos Quijada (1.49,28)                           | 7.10,63 | Q, NR |
| 8    | 1     | 4    | Verenigde Staten    | Luke Hobson (1.46,86) Hunter Armstrong (1.46,81) David Johnston (1.48,16) Shaine Casas (1.48,87)                                | 7.10,70 | Q     |
| 9    | 1     | 3    | Brazilië            | Fernando Scheffer (1.49,05) Guilherme Costa (1.47,17) Eduardo Moraes (1.48,37) Breno Correia (1.47,20)                          | 7.11,79 |       |
| 10   | 2     | 6    | Canada              | Finlay Knox (1.48,17) Javier Acevedo (1.47,78) Blake Tierney (1.49,51) Lorne Wigginton (1.47,83)                                | 7.13,29 |       |
| 11   | 1     | 2    | Polen               | Kamil Sieradzki (1.48,07) Mateusz Chowaniec (1.48,48) Mikołaj Filipiak (1.50,90) Christian Sztolcman (1.47,53)                  | 7.14,98 |       |
| 12   | 2     | 7    | Mexico              | Jorge Iga (1.47,69) Andrés Dupont (1.47,08) Héctor Ruvalcaba (1.49,75) Dylan Porges (1.51,24)                                   | 7.15,76 | NR    |
| 13   | 1     | 1    | Bulgarije           | Petar Mitsin (1.48,04) Kaloyan Bratanov (1.50,43) Kaloyan Levterov (1.51,69) Yordan Yanchev (1.50,90)                           | 7.21,06 |       |
| 14   | 2     | 1    | Thailand            | Dulyawat Kaewsriyong (1.54,25) Ratthawit Thammananthachote (1.51,45) Navaphat Wongcharoen (1.54,13) Tonnam Kanteemool (1.52,09) | 7.31,92 |       |
| 15   | 2     | 2    | Vietnam             | Trần Hưng Nguyên (1.53,99) Nguyễn Quang Thuấn (1.52,97) Ngô Đình Chuyền (1.53,28) Nguyễn Huy Hoàng (1.51,98)                    | 7.32,22 |       |

### Finale
| Rang   | Baan | Land                | Namen | Tijd    | Bijz. |
| ------ | ---- | ------------------- | --- | ------- | ----- |
| Goud   | 4    | China               | Ji Xinjie (1.46,45) Wang Haoyu (1.45,69) Pan Zhanle (1.43,90) Zhang Zhanshuo (1.45,80)                               | 7.01,84 | NR    |
| Zilver | 5    | Zuid-Korea          | Yang Jae-hoon (1.47,78) Kim Woo-min (1.44,93) Lee Ho-joon (1.45,47) Hwang Sun-woo (1.43,76)                          | 7.01,94 |       |
| Brons  | 8    | Verenigde Staten    | Luke Hobson (1.45,26) Carson Foster (1.43,94) Hunter Armstrong (1.45,73) David Johnston (1.47,15)                    | 7.02,08 |       |
| 4      | 7    | Verenigd Koninkrijk | Matt Richards (1.46,22) Max Litchfield (1.46,89) Jack McMillan (1.46,39) Duncan Scott (1.45,59)                      | 7.05,09 |       |
| 5      | 3    | Italië              | Filippo Megli (1.46,82) Alessandro Ragaini (1.46,76) Matteo Ciampi (1.46,09) Stefano Di Cola (1.47,33)               | 7.07,00 |       |
| 6      | 6    | Griekenland         | Dimitrios Markos (1.46,74) Konstantinos Englezakis (1.47,65) Konstantinos Stamou (1.48,02) Andreas Vazaios (1.46,69) | 7.09,10 | NR    |
| 7      | 2    | Litouwen            | Danas Rapšys (1.46,37) Tomas Navikonis (1.47,86) Tomas Lukminas (1.48,13) Rokas Jazdauskas (1.49,21)                 | 7.11,57 |       |
| 8      | 1    | Spanje              | César Castro (1.47,01) NR Luis Domínguez (1.47,27) Sergio de Celis (1.48,30) Mario Mollà (1.49,07)                   | 7.11,65 |       |